# داگلاس کلی (آلاباما)
داگلاس کلی (به انگلیسی: Kelly) یک منطقهٔ مسکونی در ایالات متحده آمریکا است که در شهرستان داله، آلاباما واقع شده‌است. داگلاس کلی ۴۹٫۹۹ متر بالاتر از سطح دریا واقع شده‌است.